# Aulacospira nutadhirai
Aulacospira nutadhirai is een slakkensoort uit de familie van de Gastrocoptidae. De wetenschappelijke naam van de soort werd voor het eerst geldig gepubliceerd in 2020 door Dumrongrojwattana en Tanmuangpak.